# Cirsium tuberosum
Il cardo tuberoso (nome scientifico Cirsium tuberosum (L.) All., 1785)  è una pianta erbacea angiosperma dicotiledone e perenne, appartenente alla famiglia delle Asteraceae.

## Etimologia
Il nome del genere (cirsium) deriva dalla parola greca kirsos = varice; da questa radice deriva poi la denominazione Kirsion, un vocabolo che sembra servisse ad identificare una pianta usata per curare questo tipo di malattia. Da kirsion  in tempi moderni il botanico francese Tournefort (1656 - 708) derivò il nome Cirsium dell'attuale genere.
Il nome italiano “cardo” è abbastanza generico in quanto nel linguaggio comune si riferisce a diversi generi e specie di piante. Tra i generi che vengono chiamati direttamente “cardo”, oppure hanno una o più specie che comunemente si chiamano con questo nome citiamo: Carduus, Carduncellus, Carlina, Centaurea, Cnicus, Cynara, Echinops, Galactites, Jurinea, Onopordum, Scolymus, Silybum, Tyrimnus, tutti della famiglia delle Asteraceae. Ma anche in altre famiglie abbiamo dei generi con delle specie che volgarmente vengono chiamate “cardi” : il genere Eryngium della famiglia delle Apiaceae o il genere Dipsacus della famiglia delle Dipsacaceae.
Il binomio scientifico della pianta di questa voce è stato proposto inizialmente da Carl von Linné (1707 – 1778) biologo e scrittore svedese, considerato il padre della moderna classificazione scientifica degli organismi viventi, perfezionato successivamente dal medico e botanico italiano Carlo Ludovico Allioni (Torino, 23 settembre 1728 – Torino, 30 luglio 1804)  nella pubblicazione ” Flora Pedemontana, sive enumeratio methodica stirpium indigenarum Pedemontii, Torino” del 1785.
L'epiteto specifico (tuberosum = tuberoso o dotato di bulbo) come quello comune deriva dal particolare tipo di fusto sotterraneo presente in questa specie.

## Descrizione

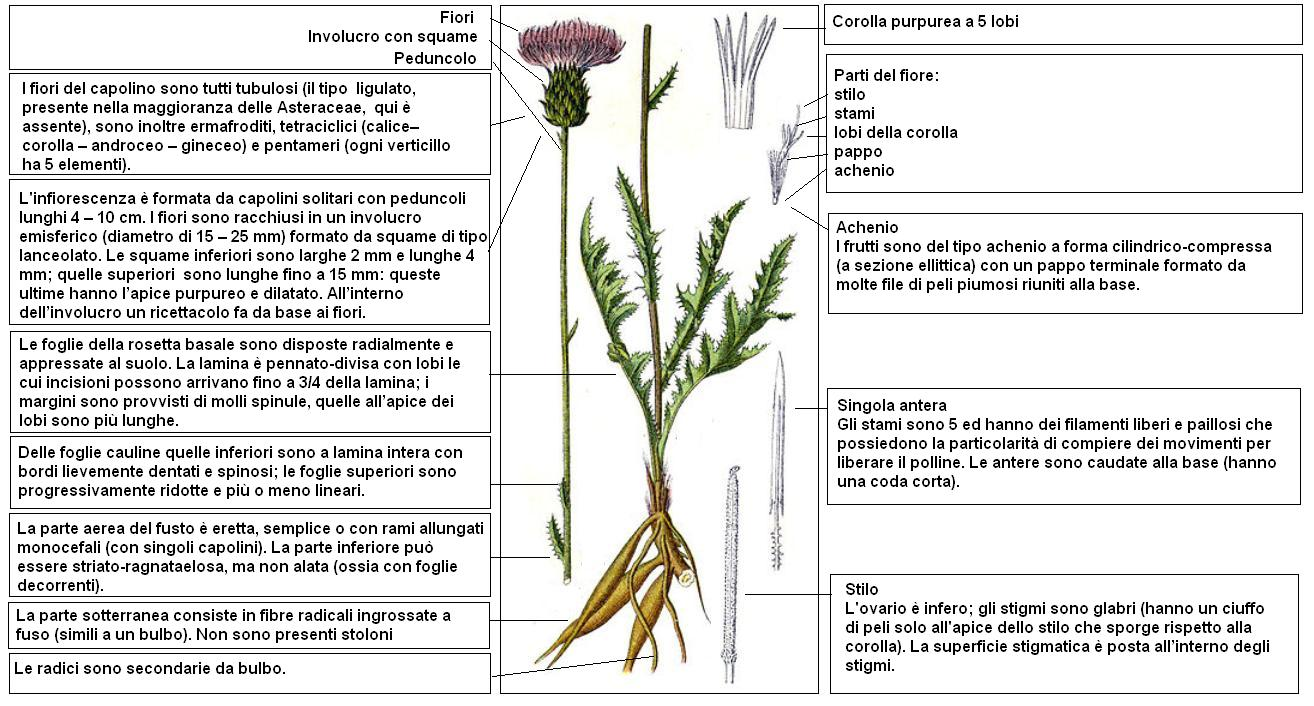
Descrizione delle parti della pianta

Il “cardo tuberoso” è una pianta mediamente alta: da 3 a 6 dm (massimo 12 dm). La forma biologica della specie è geofita bulbosa ("G bulb"); ossia sono piante perenni erbacee che portano le gemme in posizione sotterranea; durante la stagione avversa non presentano organi aerei e le gemme si trovano in organi sotterranei chiamati bulbi, organi di riserva che annualmente producono nuovi fusti, foglie e fiori. In alcuni casi la forma biologica di questa pianta può essere considerata anche emicriptofita.

### Radici
Le radici sono secondarie da bulbo.

### Fusto
- Parte ipogea: la parte sotterranea consiste in fibre radicali ingrossate a fuso (simili a un bulbo). Non sono presenti stoloni.
- Parte epigea: la parte aerea del fusto è eretta, semplice o con rami allungati monocefali (con singoli capolini). La parte inferiore può essere striato-ragnataelosa, ma non alata (ossia con foglie decorrenti).

### Foglie
Le foglie sono di due tipi: basali e cauline. Contrariamente ad altri Cirsium, in questa specie la superficie delle foglie è priva di spine; la parte abassiale è verdastra (lievemente grigio-tomentosa quasi aracnoidea).
- Foglie basali: quelle della rosetta basale sono disposte radialmente e appressate al suolo. La lamina è pennato-divisa con lobi le cui incisioni possono arrivano fino a 3/4 della lamina; i margini sono provvisti di molli spinule, quelle all'apice dei lobi sono più lunghe. Dimensione delle foglie: larghezza 4 – 6 cm; lunghezza 20 – 30 cm. Lunghezza delle spinule: quelle marginali 1 mm; quelle apicali dei lobi 3 – 6 mm.
- Foglie cauline: quelle inferiori sono a lamina intera con bordi lievemente dentati e spinosi; le foglie superiori, in genere sessili, sono progressivamente ridotte e più o meno lineari; sono appena decorrenti.

### Infiorescenza
L'infiorescenza è formata da capolini solitari con peduncoli lunghi 4 – 10 cm. I fiori sono racchiusi in un involucro emisferico (diametro di 15 – 25 mm) formato da squame di tipo lanceolato a portamento eretto. Le squame inferiori sono larghe 2 mm e lunghe 4 mm; quelle superiori sono lunghe fino a 15 mm: queste ultime hanno l'apice purpureo e dilatato. All'interno dell'involucro un ricettacolo fa da base ai fiori. Il capolino completo può avere un diametro da 15 a 30 mm, e una lunghezza di 20 – 30 mm.

### Fiore
I fiori del capolino sono tutti tubulosi (il tipo ligulato, presente nella maggioranza delle Asteraceae,  qui è assente), sono inoltre ermafroditi, tetraciclici (calice– corolla – androceo – gineceo) e pentameri (ogni verticillo ha 5 elementi).
- Formula fiorale :

- /x K {\displaystyle \infty }, [C (5), A (5)], G 2 (infero), achenio

- Calice: i sepali del calice sono ridotti al minimo (una coroncina di scaglie).
- Corolla: il colore della corolla è purpureo. Lunghezza della corolla : 20 mm. Dimensioni medie delle varie parti della corolla: lunghezza del tubo 11 mm; lunghezza della gola 3 mm; lunghezza dei lobi 6 mm.
- Androceo: gli stami sono 5 ed hanno dei filamenti liberi e papillosi che possiedono la particolarità di compiere dei movimenti per liberare il polline. Le antere sono caudate alla base (hanno una coda corta).
- Gineceo l'ovario è infero; gli stigmi sono glabri (hanno un ciuffo di peli solo all'apice dello stilo che sporge rispetto alla corolla). La superficie stigmatica è posta all'interno degli stigmi.[15]
- Fioritura: da giugno a agosto.

### Frutti
I frutti sono del tipo achenio a forma cilindrico-compressa (a sezione ellittica) con un pappo terminale formato da molte file di peli piumosi riuniti alla base.

## Biologia
- Impollinazione: l'impollinazione avviene tramite insetti (impollinazione entomogama).
- Riproduzione: la fecondazione avviene fondamentalmente tramite l'impollinazione dei fiori (vedi sopra).
- Dispersione: i semi cadendo a terra (dopo essere stati trasportati per alcuni metri dal vento per merito del pappo – disseminazione anemocora) sono successivamente dispersi soprattutto da insetti tipo formiche (disseminazione mirmecoria).

## Distribuzione e habitat

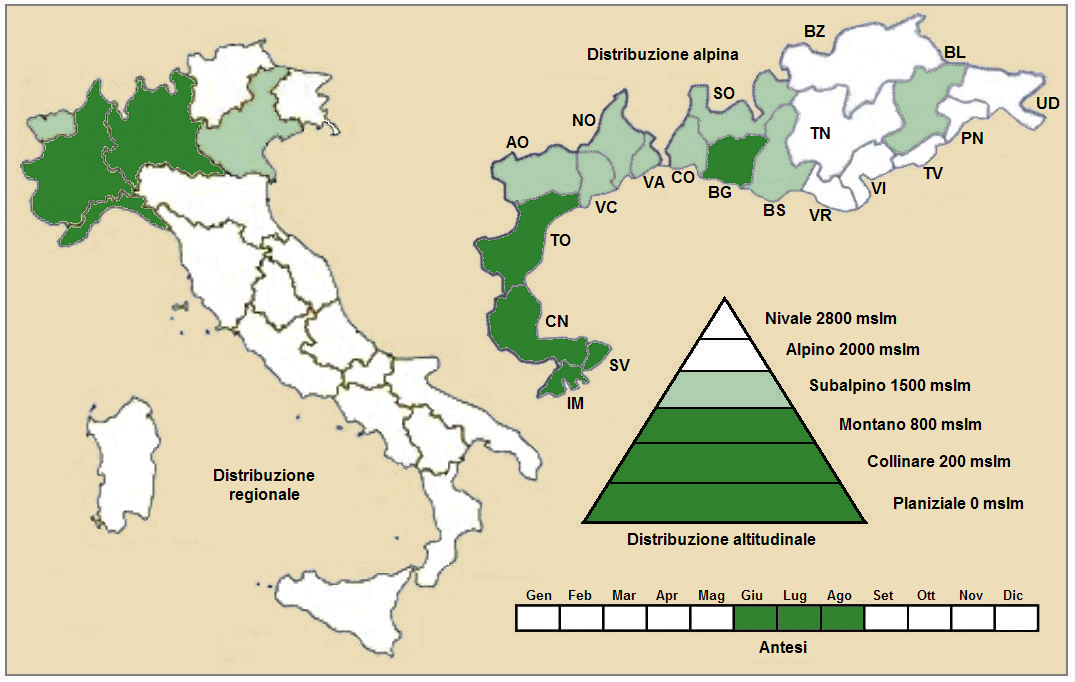
Distribuzione della pianta
(Distribuzione regionale – Distribuzione alpina)

- Geoelemento: il tipo corologico (area di origine) è "Ovest-Europeo (Subatlantico)".
- Distribuzione: in Italia questa specie è presente solamente al nord ed è considerata rara. Nelle Alpi si trova più facilmente nelle zone occidentali. Oltreconfine, sempre nelle Alpi, è presente in Francia e in Austria (Länder del Tirolo Settentrionale). Sugli altri rilievi europei si trova nella Foresta Nera, Massiccio del Giura, Massiccio Centrale e Pirenei.[6]
- Habitat: l'habitat tipico sono i prati umidi (igrofili) e paludosi; ma anche gli ambienti temporaneamente inondati, stagni, fossi e rive di ruscelli, tagli e rasi forestali, schiarite e sentieri boschivi, arbusteti, pinete e gineprai. Il substrato preferito è calcareo ma anche calcareo/siliceo con pH basico, bassi valori nutrizionali del terreno che deve essere mediamente umido.
- Distribuzione altitudinale: sui rilievi queste piante si possono trovare fino a 1.500 m s.l.m.; frequentano quindi i seguenti piani vegetazionali: collinare e montano e in parte quello subalpino (oltre a quello planiziale – a livello del mare).

### Fitosociologia
Dal punto di vista fitosociologico Cirsium tuberosum appartiene alla seguente comunità vegetale:
Formazione: delle comunità delle macro- e megaforbie terrestri
Classe: Molinio-Arrhenatheretea
Ordine: Molinietalia caeruleae
Alleanza: Molinion

## Tassonomia
La famiglia di appartenenza di questa voce (Asteraceae o Compositae, nomen conservandum) probabilmente originaria del Sud America, è la più numerosa del mondo vegetale, comprende oltre 23.000 specie distribuite su 1.535 generi, oppure 22.750 specie e 1.530 generi secondo altre fonti (una delle checklist più aggiornata elenca fino a 1.679 generi). La famiglia attualmente (2021) è divisa in 16 sottofamiglie.
Cardueae è una delle 4 tribù della sottofamiglia Carduoideae. La tribù Cardueae a sua volta è suddivisa in 12 sottotribù (la sottotribù Carduinae è una di queste). Il genere Cirsium elenca 435 specie con una distribuzione cosmopolita, 35 delle quali sono presenti spontaneamente sul territorio italiano.

### Filogenesi
Il genere di questa voce è inserito nel gruppo tassonomico della sottotribù Carduinae. In precedenza provvisoriamente era inserito nel gruppo tassonomico informale "Carduus-Cirsium Group". La posizione filogenetica di questo gruppo nell'ambito della sottotribù è abbastanza vicina al "core" della sottotribù (con il genere Carduus forma un "gruppo fratello") e dalle analisi molecolari è stato calcolato in 7,2 milioni di anni fa la separazione di questo genere dal resto del gruppo (è stato l'ultimo a separarsi).

Il genere Cirsium spesso viene botanicamente “confuso” con altri generi come quello del Carduus o Cnicus (e di altri ancora). Le specie del primo genere ad esempio sono molto simili a quelle del Cirsium, anche se una certa distinzione è possibile servendosi dell'aspetto del pappo (in Cirsium è formato da setole piumose; mentre in Carduus è composto da pagliette denticolate scabre).

Il genere Cirsium appartiene alla tribù delle Cardueae (da alcuni autori indicata come Cynareae), tribù che il Sistema Cronquist assegna alla sottofamiglia Cichorioideae e che invece la classificazione APG colloca nella sottofamiglia Carduoideae.

Il numero cromosomico di C. tuberosum  è: 2n = 34.

Il basionimo per questa specie è: Carduus tuberosus L., 1753.
I caratteri distintivi di questa specie nell'ambito del genere sono:
- il colore della corolla è rosa/purpureo;
- la superficie superiore delle foglie è priva di spine;
- il fusto è sviluppato normalmente;
- le foglie non sono (o sono poco) decorrenti;

Questi caratteri sono più o meno condivisi con le seguenti specie (tra parentesi sono indicati alcuni caratteri distintivi della specie):
- Cirsium heterophyllum  (L.) Hill - Cardo tagliente. (La pagina inferiore delle foglie è tomentosa biancastra; i capolini raggiungono i 5 cm di lunghezza; le foglie possono essere sia indivise che divise).
- Cirsium alsophilum  (Pollini) Soldano - Cardo montano. (La corolla è di colore purpureo e il suo tubo è minore del resto del fiore (lembo); i capolini hanno tutti i fiori ermafroditi e sono riuniti in una infiorescenza di tipo glomeruloso).
- Cirsium dissectum (L.) Hill.. (Le foglie sono in genere intere o lobate o raramente pennatifide; le infiorescenze sono formate da capolini solitari o raramente possono essere raggruppati in 2 o 3).
- Cirsium arvense  (L.) Scop.  - Cardo campestre, Stoppione, Scardaccione, Scorpione:  è una pianta infestante ed è comunissima in Italia: si trova nei luoghi selvatici o nei campi. Possiede un rizoma sotterraneo biancastro; è ramoso solo nella parte alta; le foglie sono pennatopartite con 5 – 7 coppie di lacine terminanti con diverse spine; i capolini peduncolati sono provvisti di brattee e riuniti in pannocchie; l'involucro è piriforme e lievemente arrossato con squame embricate e rivolte all'infuori; la corolla è colorata di porporino pallido o di rosa tenue.

#### Altre specie simili
- Cirsium canum (L.) All., 1785 - Cirsio canuto: solo le foglie inferiori sono decorrenti; la lamina è più o meno lobata; le squame dell'involucro all'apice sono allungate; le fibre radicali sono ingrossate a fuso.
- Cirsium pannonicum (L. f.) Link - Cirsio pannonico: è una specie più bassa con foglie a lamina intera, bordi finemente dentellati e superficie cosparsa da setole ispide. L'infiorescenza si presenta con capolini isolati e quasi afilli.
- Cirsium monspessulanum (L.) Hill  - Cirsio di Montpellier: la lamina delle foglie è intera con bordi vistosamente dentati e provvisti di lunghe spine e superficie glabra. L'infiorescenza si presenta con capolini isolati e nudi.

### Ibridi
Nell'elenco seguente sono indicati alcuni ibridi interspecifici:
- Cirsium ×arisitense Coste & Soulié, 1898 - Ibrido con: Cirisium monspessulanum
- Cirsium ×aschersonii Celak., 1873 - Ibrido con: Cirisium canum
- Cirsium ×brunneri A. Braun ex Nyman, 1879 - Ibrido con: Cirisium rivulare
- Cirsium ×burgalense Elias & Sennen, 1911 - Ibrido con: Cirisium pyrenaicum
- Cirsium ×galisserianum E.G. Camus, 1891 - Ibrido con: Cirisium dissectum
- Cirsium ×inerme Reichenb., 1832 - Ibrido con: Cirisium oleraceum
- Cirsium ×norrisii Bicknell, 1896 - Ibrido con: Cirisium erisithales
- Cirsium ×prantlii Grembli in Hegi, 1928 - Ibrido con: Cirisium arvense
- Cirsium ×semidecurrens H.E. F. Richter in Klett & H.E.F. Richter, 1830 - Ibrido con: Cirisium palustre
- Cirsium ×zizianum Koch, 1838 - Ibrido con: Cirisium acaule

### Sinonimi
Questa entità ha avuto nel tempo diverse nomenclature. L'elenco seguente indica alcuni tra i sinonimi più frequenti:

- Carduus bulbosus Lam.
- Carduus gouanii Steud.
- Carduus medius Steud.
- Carduus pedemontanus Pers.
- Carduus tuberosus L.
- Cirsium anglicum  Willk. in Willk. & Lange, non (Lam.) DC.
- Cirsium brunneri Nyman
- Cirsium bulbosum DC., 1805
- Cirsium gonzaloi Sennen, 1930
- Cirsium inclinatum Lam.
- Cirsium inerme G.Don
- Cirsium pratense  DC. in Lam. & DC., 1805
- Cirsium rhodanicum  Gandoger, 1875
- Cirsium tuberosum subsp. bulbosum (Lam.) Sudre
- Cirsium tuberosum subsp. tuberosum
- Cirsium zizianum
- Cnicus gouanii Willd.
- Cnicus tuberosus (L.) Roth
- Cynara tuberosa Stokes

## Altre notizie
Il Cirsio tuberoso in altre lingue viene chiamata nei seguenti modi:
- (DE)  Knollige Kratzdistel
- (FR)  Cirse tubéreux
- (EN)  Tuberous Thislte